# سفارة الصين في إيران
سفارة الصين في إيران هي أرفع تمثيل دبلوماسي لدولة الصين لدى إيران. تقع السفارة في طهران وهي تهدف لتعزيز المصالح الصينية في إيران.

## وصلات خارجية
- الموقع الرسمي
- قائمة سفارات الصين
- قائمة السفارات في إيران